# Süsterfeld-Helleböhn
Der Stadtteil Süsterfeld-Helleböhn ist einer von 23 Stadtteilen der nordhessischen Großstadt Kassel.
Ein Teil des Stadtteilgebiets liegt in der Dönche und dem Westfriedhof.

## Geschichte
Süsterfeld-Helleböhn gehörte ehemals zu den Gemarkungen Wahlershausen und Niederzwehren. Der Stadtteil gliedert sich in vier klar abgegrenzte Bereiche:
- Süsterfeld mit einer Bebauung aus den 1930er Jahren
- Helleböhn, eine Großsiedlung der 1950er Jahre, damals ein Modellvorhaben mit 6000 Bewohnern
- Holzgarten mit einer gehobenen Eigenheimbauweise
- documenta urbana, eine in den Jahren 1979 bis 1982, anlässlich der Documenta 7, entstandene Siedlung, die als Projektmaßnahme einen beispielhaften, kleinteiligen Wohnungsbau repräsentiert

## Religion
Im Stadtteil befinden sich mehrere Kirchen und christliche Organisationen:
- Dreifaltigkeitskirche[3]
- die 1970 erstellte Pfarrkirche St. Theresia vom Kinde Jesu.
- Ev. Gemeinschaft Kassel - L4[4]
- Deutscher Jugendverband „Entschieden für Christus“ (EC) e. V.[5]
- proChrist e. V.[6]
- Evangelischer Gnadauer Gemeinschaftsverband e. V.[7]
- Jumpers gGmbH[8]
- Jumpers - Helleböhn e. V.[9]
- Alpha Deutschland e. V.[10]

## Bürgerhaus
Das Olof-Palme-Haus war über Jahrzehnte das zentrale Bürgerhaus im Stadtteil Süsterfeld-Helleböhn. Es wurde 1960 ursprünglich als Büro- und Lagerhaus einer Spirituosenfabrik errichtet und 1964 von der Stadt Kassel übernommen, um als „Bürgerhaus Helleböhn“ genutzt zu werden. Später erhielt es den Namen Olof-Palme-Haus. Das Gebäude diente als Veranstaltungsort für Vereine, beherbergte Kurse der Volkshochschule und war Sitzungsort des Ortsbeirats. Im Jahr 2019 wurde es wegen Einsturzgefahr geschlossen und im April 2023 abgerissen.
Nach dem Abriss fehlte dem Stadtteil ein zentrales Bürgerhaus. Im Mai 2025 erwarb die Stadt Kassel ein angrenzendes Grundstück mit Haus am Glöcknerpfad 47, um dort kurzfristig Räume für die Jugendarbeit bereitzustellen. Langfristig wird über den Neubau eines Stadtteilzentrums diskutiert, konkrete Pläne oder Finanzierungen sind jedoch bislang nicht beschlossen.

## Politik
Der Ortsbeirat von Süsterfeld-Helleböhn wird durch neun von den Bürgern des Stadtteils bei Kommunalwahlen gewählten Vertretern gebildet. Die letzte Wahl war im März 2021. Aus Reihen der Ortsbeiratsmitglieder wurde Helmut Alex zum Ortsvorsteher gewählt.

### Ortsbeiratswahl
Die Wahlbeteiligung bei der Ortsbeiratswahl 2021 lag bei 37,9 %.

### Wahlen im Stadtteil
| Jahr | Wahl                        | Wbt.  | AfD  | SPD  | CDU  | Grüne | Linke | BSW | FDP  | FW  | Sonst. |
| ---- | --------------------------- | ----- | ---- | ---- | ---- | ----- | ----- | --- | ---- | --- | ------ |
| 2025 | Bundestagswahl              | 76,2  | 24,0 | 20,6 | 19,4 | 12,5  | 9,6   | 7,3 | 3,0  | 0,5 | 3,2    |
| 2024 | Europawahl                  | 54,2  | 15,8 | 19,4 | 21,8 | 14,6  | 3,5   | 9,4 | 4,2  | 1,3 | 10,0   |
| 2023 | Landtagswahl                | 56,5  | 24,8 | 17,7 | 26,5 | 15,7  | 5,3   | —   | 3,7  | 2,2 | 4,1    |
| 2021 | Bundestagswahl              | 64,9  | 11,6 | 30,6 | 17,7 | 17,4  | 5,9   | —   | 10,1 | 0,9 | 5,8    |
| 2021 | Ortsbeirat                  | 37,9  | —    | 50,0 | 16,1 | 33,9  | —     | —   | —    | —   | —      |
| 2021 | Stadtverordnetenversammlung | 37,9  | 8,9  | 30,3 | 19,5 | 24,8  | 6,2   | —   | 6,2  | 1,7 | 2,41   |
| 2016 | Ortsbeirat                  | 40,4  | —    | 45,4 | 32,5 | 22,1  | —     | —   | —    | —   | —      |
| 2016 | Stadtverordnetenversammlung | 40,6  | 15,4 | 31,9 | 21,6 | 13,9  | 8,4   | —   | 5,5  | 2,3 | 1,22   |
| 2011 | Ortsbeirat                  | 38,8  | —    | 43,2 | 31,7 | 23,8  | —     | —   | —    | —   | —      |
| 2011 | Stadtverordnetenversammlung | 38,8  | —    | 40,4 | 27,8 | 21,3  | 5,5   | —   | 1,7  | 1,2 | 2,23   |
| 2006 | Ortsbeirat                  | 34,9  | —    | 45,5 | 38,2 | 16,2  | —     | —   | —    | —   | —      |
| 2001 | Ortsbeirat                  | k. A. | —    | 42,7 | 37,8 | 14,4  | —     | —   | —    | —   | —      |

Fußnoten
1 2021: zusätzlich: Bienen: 1,8 %; PARTEI: 0,6 %

2 2016: zusätzlich: Piraten: 1,2 %

3 2011: zusätzlich: Piraten: 1,5 %; AUF-Kassel: 0,7 %